# Инасиуландия
Инасиуландия (порт. Inaciolândia) — муниципалитет в Бразилии, входит в штат Гояс. Составная часть мезорегиона Юг штата Гойас. Входит в экономико-статистический микрорегион Мея-Понти. Население составляет 5447 человек на 2006 год. Занимает площадь 688,398 км². Плотность населения — 7,9 чел./км².
Праздник города — 29 апреля.

## История
Город основан 23 апреля 1992 года. 

## Статистика
- Валовой внутренний продукт на 2003 год составляет 41 945 150,00 реалов (данные: Бразильский институт географии и статистики).
- Валовой внутренний продукт на душу населения на 2003 год составляет 7837,29 реалов (данные: Бразильский институт географии и статистики).
- Индекс развития человеческого потенциала на 2000 год составляет 0,717 (данные: Программа развития ООН).